# Kościół Przemienienia Pańskiego w Wąsoszu
Kościół Przemienienia Pańskiego w Wąsoszu – rzymskokatolicki kościół parafialny z 1 połowy XVI wieku znajdujący się we wsi Wąsosz, dawnym mieście, przy ulicy Henryka Sienkiewicza.

## Historia
Kościół rozpoczęto budować przed 1508 rokiem z fundacji proboszcza Andrzeja Noskowskiego, późniejszego biskupa płockiego. Obecny kościół murowany poprzedzał kościół drewniany zbudowany co najmniej kilkadziesiąt lat wcześnie. W 1509 roku nastąpił pożar miasta. W latach 1517-1534 nadal trwała budowa kościoła. Prace przerwano około 1540 roku nie doprowadzając ich do końca, ponieważ nie wykonano sklepień. W 1656 roku kościół został zniszczony przez wojska szwedzkie, w związku z czym miejscowa szlachta na sejmiku w 1659 roku prosiła króla o pomoc w remoncie. Bliżej nieokreślone prace prowadzono w kościele w 1682 r. na koszt podkanclerzego Stanisława Antoniego Szczuki. Świątynia kilkakrotnie była niszczona przez pożary, między innymi w 1710, jednak został odnowiona. W 1819 r. kościół zamknięto ze względu na zły stan techniczny, jednak po kilku latach otworzono go ponownie. W 1834 roku zniszczył go kolejny pożar. Kościół wyremontowano w roku 1852. 
Około 1900 roku przeprowadzono w kościele dużą przebudowę, w trakcie której zostały wykonane sklepienia oraz przebudowana została zakrystia. Po 1912 roku została dobudowana neogotycka kruchta oraz dwie przybudówki po bokach prezbiterium. W XX wieku przemurowano szczyty. W 1963 roku przeprowadzono remont dachu.

## Architektura i wyposażenie
Jest to świątynia gotycka mająca formę pseudobazyliki, o pięciu przęsłach z trzema nawami, o układzie pseudobazyliki. Na kalenicy umieszczona jest sygnaturka z przełomu XIX i XX wieku. Ściany zewnętrzne posiadają skarpy. Wewnątrz, między nawą główną a bocznymi, umieszczone są arkady o ostrych łukach, sklepienia krzyżowo-żebrowe w stylu neogotyckim z początku XX wieku. Polichromia posiada motywy ornamentalno – figuralne, reprezentująca postsecesję, wykonana przez Władysława Drapiewskiego w 1926 roku. Portal zachodni uskokowy, ostrołukowy. Obok portalu południowego uskokowa wnęka z kamienną kropielnicą.  
Wyposażenie z początku XX w, wykonane w stylu neogotyckim. 
- Obrazy w ołtarzu głównym z 1908 roku: Przemienienie Pańskie, Wizja św. Franciszka, Św. Rozalia
- Organy z 1894 roku wykonane zostały przez firmę Blomberg i Syn z Warszawy.

Wewnątrz przykościelnej dzwonnicy zawieszone są cztery dzwony. Dwa większe odlano w roku 1929, dzwon mały pochodzi z 1718 roku, a sygnaturka z roku 1852. W 2020 roku instrumenty zostały wyremontowane przez firmę Rduch Bells & Clocks.

## Galeria

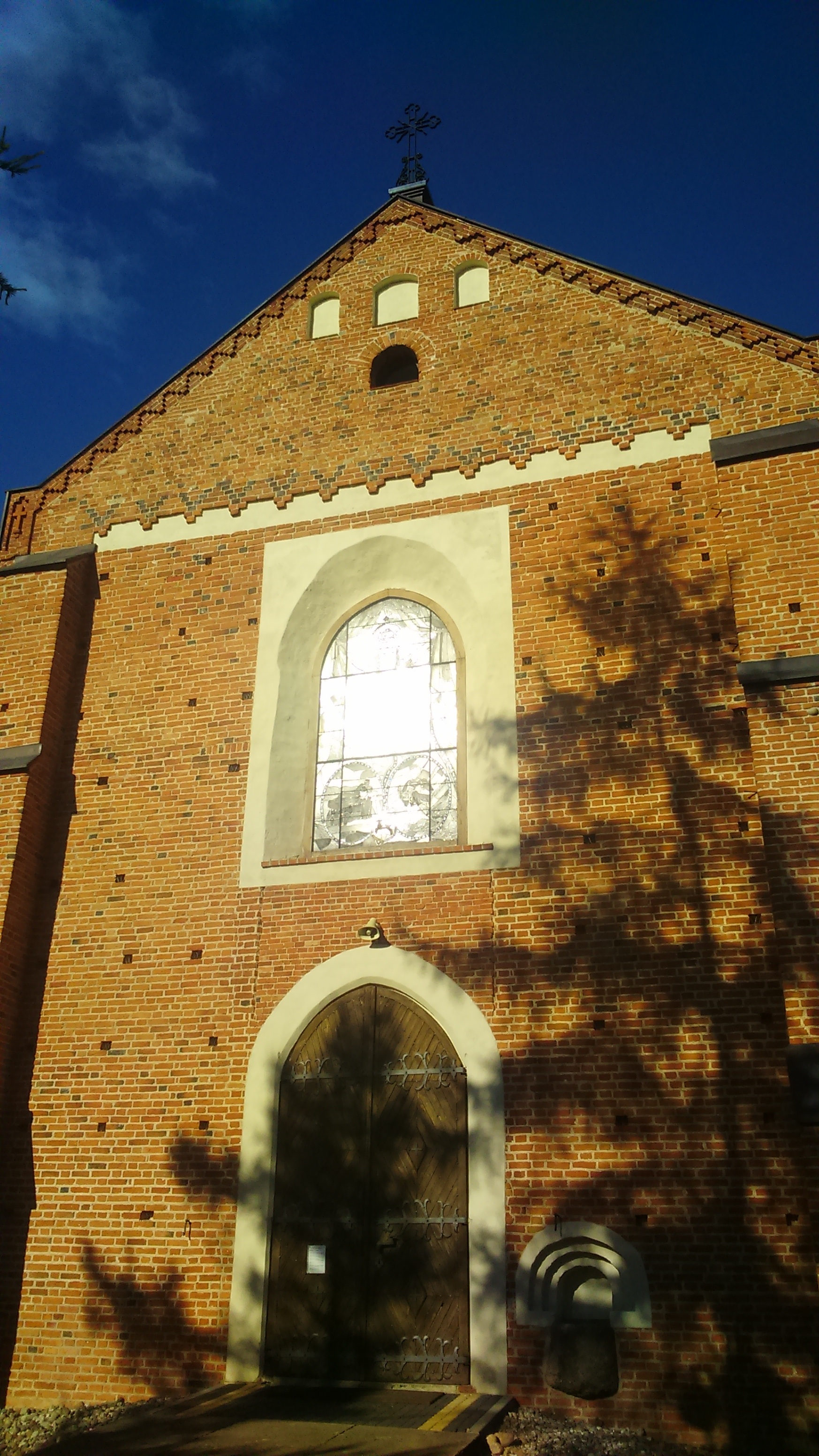
Ściana szczytowa
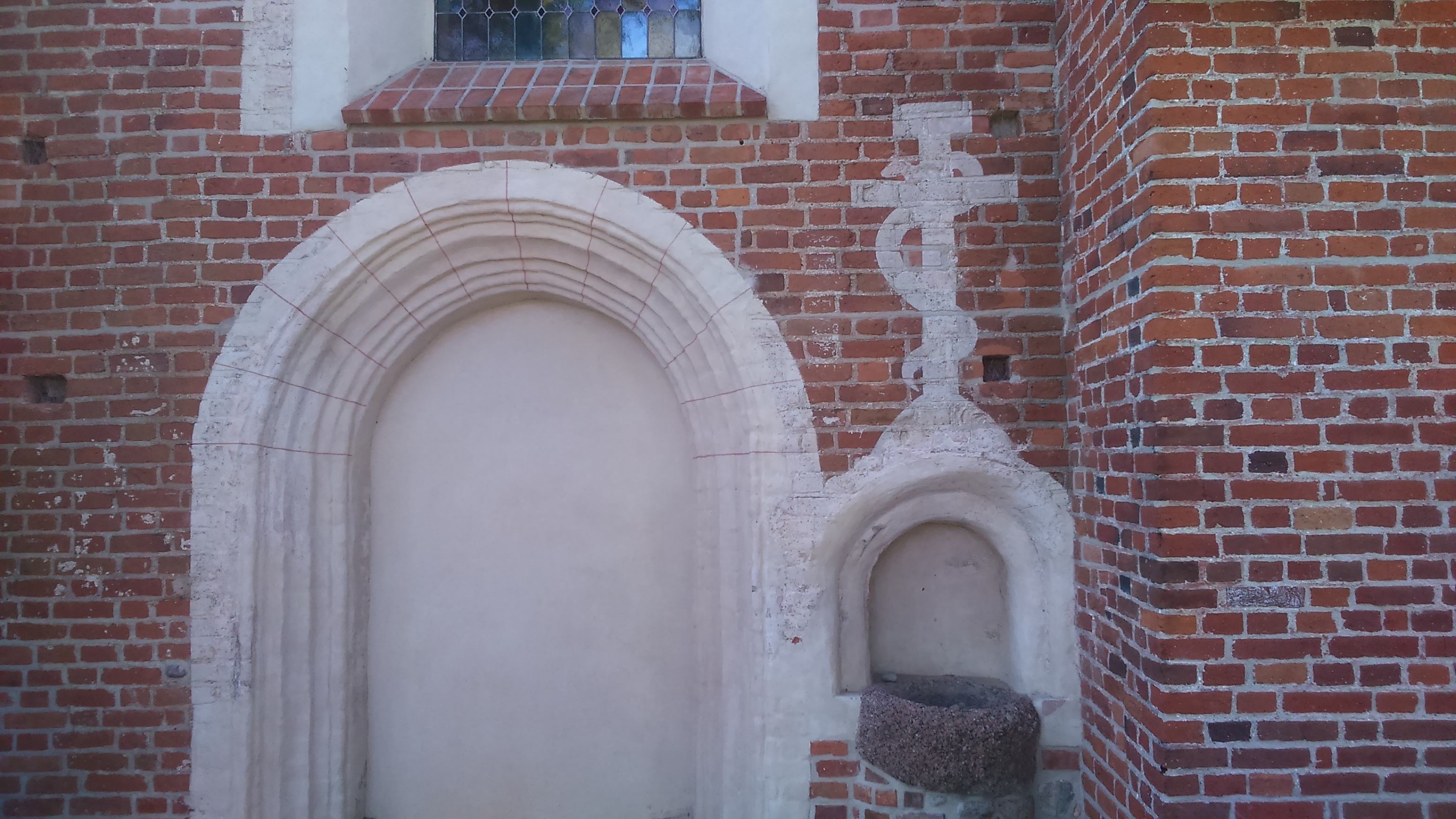
Portal południowy z kropielnicą
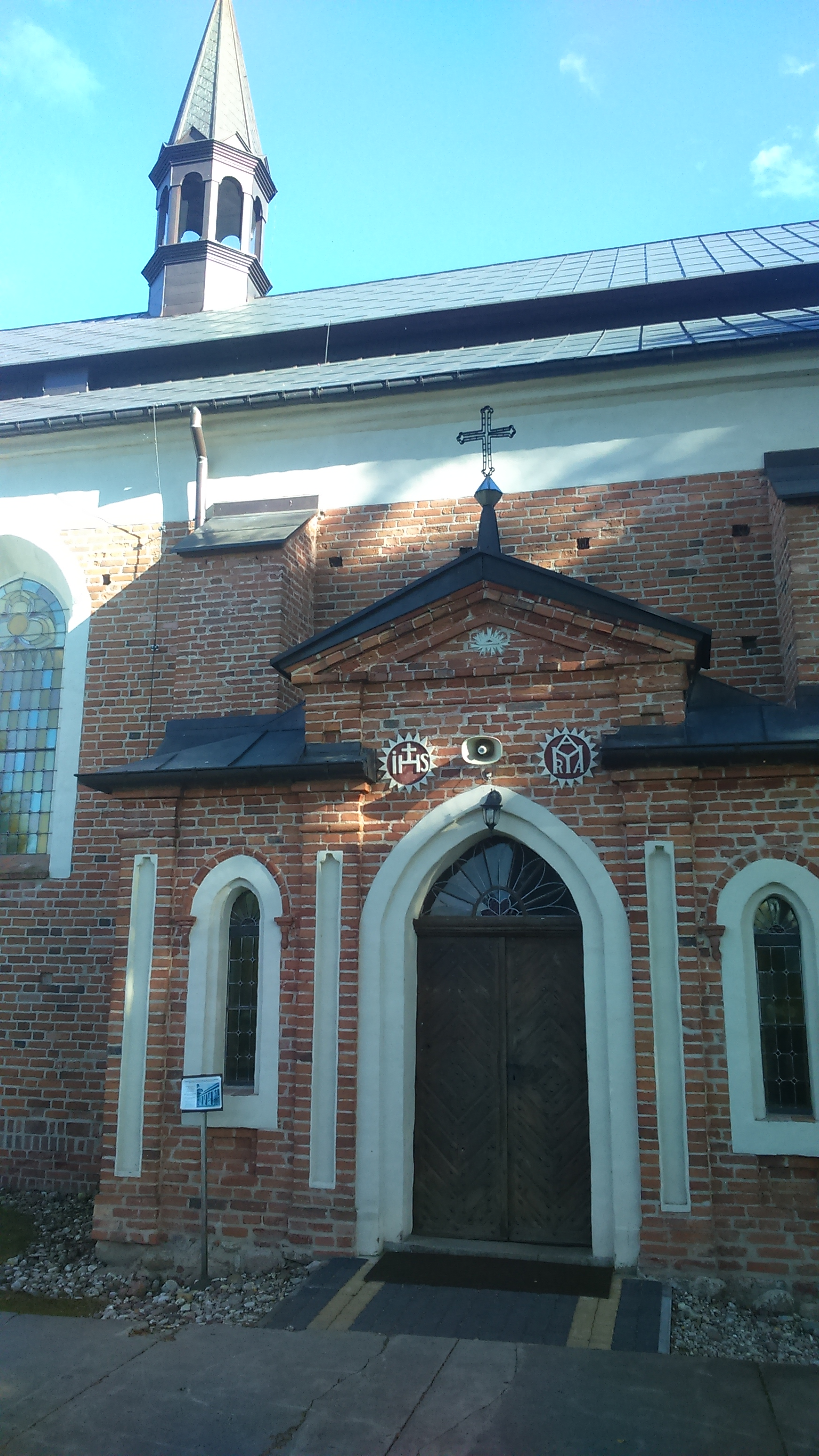
Portal zachodni
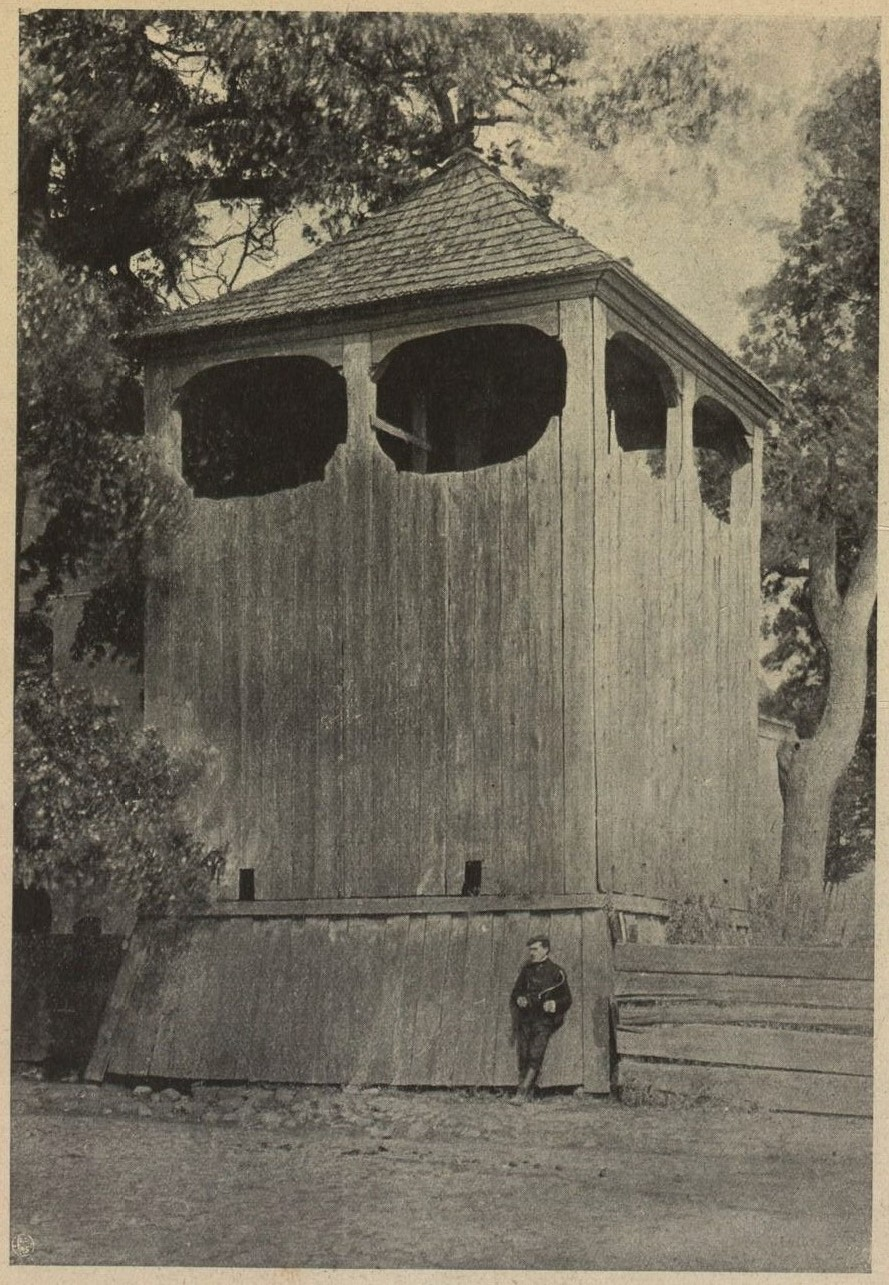
Dzwonnica przy kościele ok. 1915 r.